# 烏斯維亞恰河
55°26′03.3″N 30°44′40.62″E / 55.434250°N 30.7446167°E

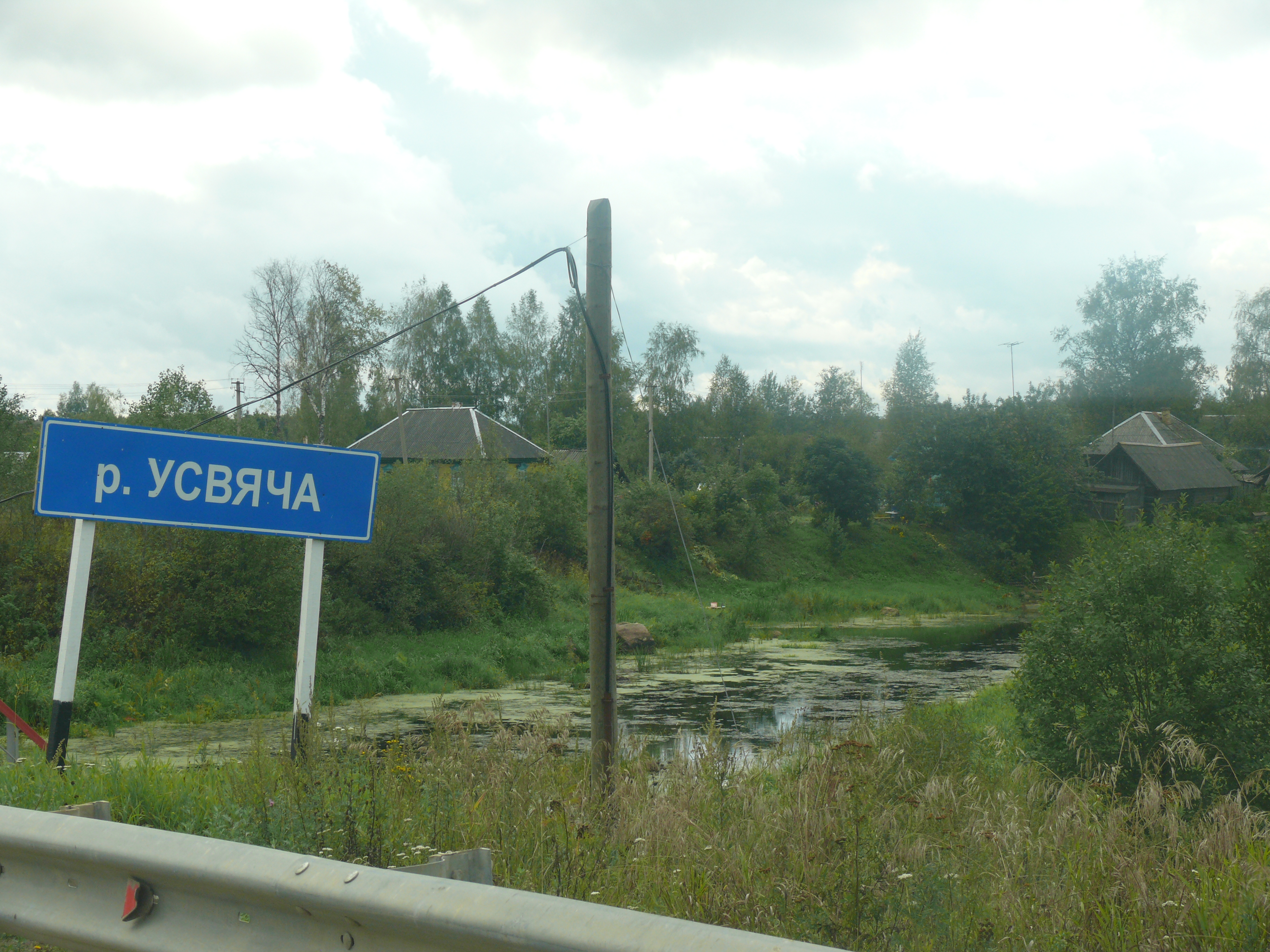
烏斯維亞恰河

烏斯維亞恰河（俄羅斯語：Усвяча），是東歐的河流，位於俄羅斯和白俄羅斯，屬於道加瓦河的右支流，流經普斯科夫州和維捷布斯克州，河道全長100公里，流域面積2,340平方公里。